# Oštrobradić
Oštrobradić – wieś w Chorwacji, w żupanii primorsko-gorskiej, w gminie Malinska-Dubašnica. W 2011 roku liczyła 86 mieszkańców.